# Villa Borghese

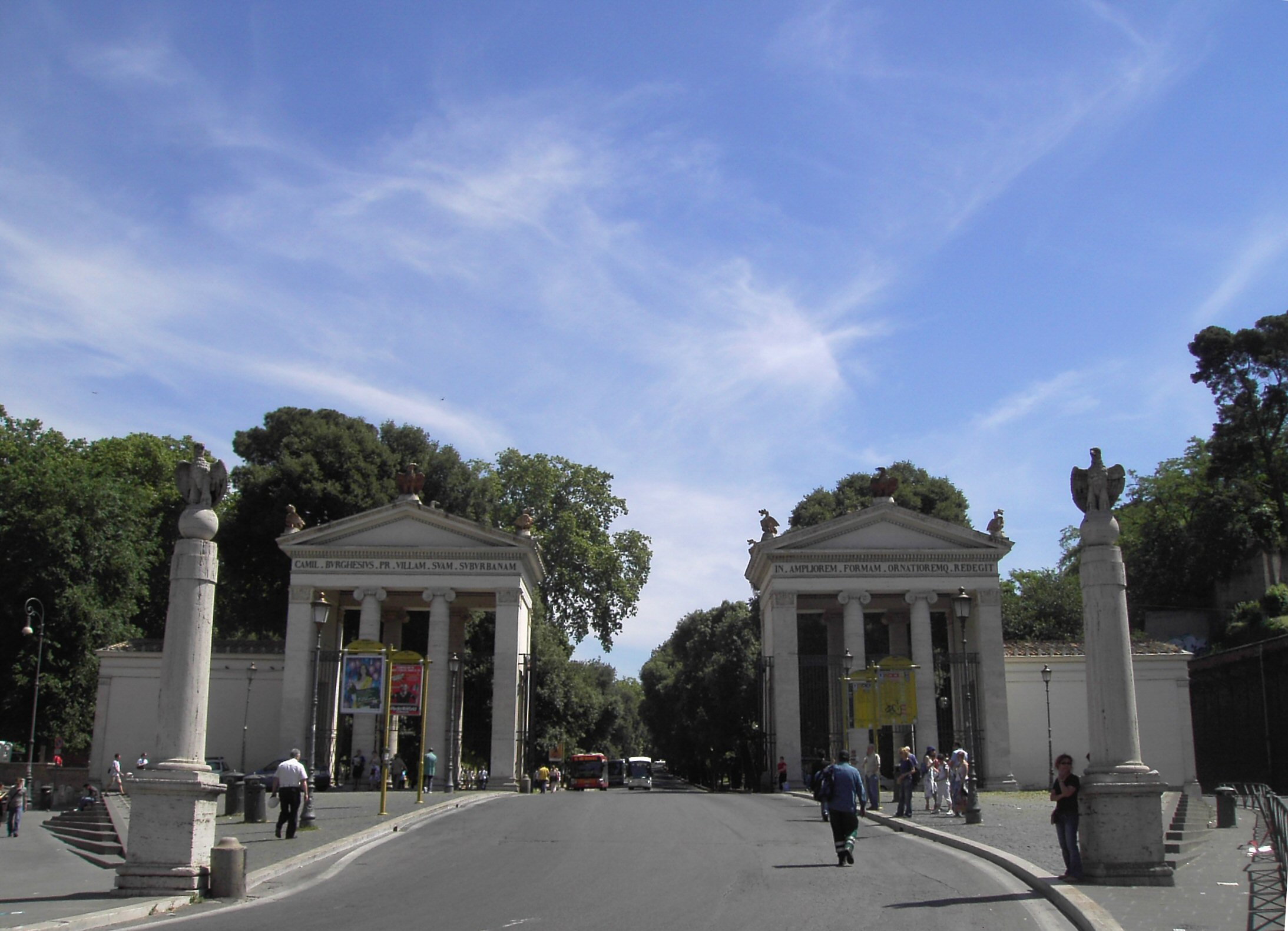
Villa Borghese: entrada monumental por el piazzale Flaminio.

Villa Borghese ['vil:la bor'ge:ze] es un gran parque en la ciudad de Roma que incluye diferentes estilos desde el jardín a la italiana a  grandes áreas de los edificios de estilo inglés, fuentes y estanques. Contiene en su interior varios edificios, museos y atracciones como la Villa Borghese Pinciana, sede de la famosa Galería Borghese, con obras maestras de Caravaggio, Rafael y Bernini. Es el tercer parque público más grande de la capital italiana, con 80 hectáreas, tras la Villa Doria-Pamphili y Villa Ada.

Se ubica en la zona de la colina reforestada y su adyacente rione (barrio) del Pincio.

## Historia
En 1605 el cardenal Scipione Borghese, sobrino del papa Pablo V y mecenas de Bernini, comenzó a transformar esta zona, entonces cultivada de viñas sobre el monte Pincio, en el jardín más grande construido en la Roma antigua. Este lugar ha sido identificado como los Jardines de Lúculo de los tiempos del antiguo Imperio romano.
En el siglo XIX gran parte de la parcela fue transformada en un jardín paisajístico estilo inglés por el arquitecto Luigi Canina. En 1902, acuciada por problemas económicos, la familia Borghese segregó el edificio principal, sede de la Galería Borghese, y lo vendió con su contenido al Estado italiano. Los jardines fueron adquiridos al año siguiente por el Ayuntamiento de Roma y abiertos al público el 12 de julio de 1903. 
El gran parque tiene 9 entradas. Las más frecuentadas son la de Porta Pinciana, la de Plaza de España, la de la rampe del Pincio desde la Piazza del Popolo, y la entrada monumental del Piazzale Flaminio. 
Desde el monte Pincio, en la parte sur, se puede ver algunas de las más espectaculares vistas de Roma.
La villa en sí, Villa Borghese Pinciana fue construida por el arquitecto Flaminio Ponzio, que desarrolló los esquemas de Scipione Borghese. Hoy es la sede de la Galería Borghese. A la muerte de Ponzio, los trabajos fueron terminados por el flamenco Giovanni Vasanzio (cuyo verdadero nombre era Jan van Santen). El edificio fue destinado por Camillo Borghese a contener las esculturas de Bernini (entre ellas el David y Apolo y Daphne) y de Antonio Canova (por ejemplo la Paolina Borghese que representa a Paulina Bonaparte ). También los cuadros de Tiziano, Rafael y de Caravaggio.
Contigua a Villa Borghese, al pie de la colina, está Villa Giulia, construida entre 1551 - 1555 como residencia veraniega para el Papa Julio III. Actualmente aloja el Museo Nacional Etrusco de Roma.
En el interior de Villa Borghese está también la Villa Médici, sede en Roma de la Academia Francesa. Es una pequeña fortaleza que aloja la colección del escultor Pietro Canonica. 
Hay más edificios en el viale delle Belle Arti (viaducto de las Bellas Artes), construidos para la Exposición Universal de Roma, en 1911. La Galleria Nazionale d'Arte Moderna es el más destacado. En su interior también está el zoológico de Roma, transformado recientemente en Bioparque, y la Casa del cine, situada en la Casa de las rosas.
Villa Borghese es sede el concurso hípico Piazza di Siena, que tuvo en 2006 su 74.ª edición.
Para más información, véase Villa Borghese Pinciana y Galería Borghese.

## Los edificios

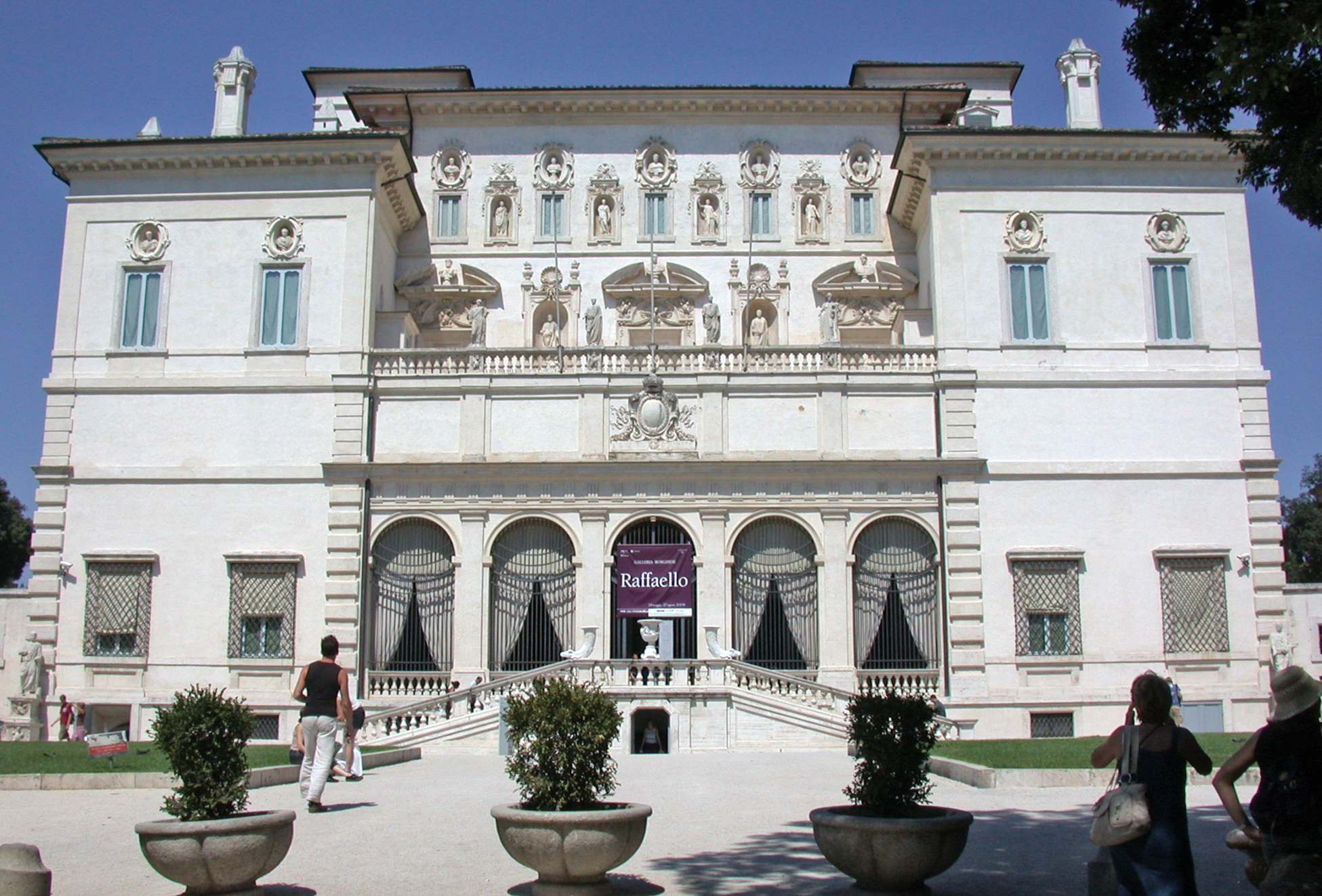
Fachada de la Galería Borghese.

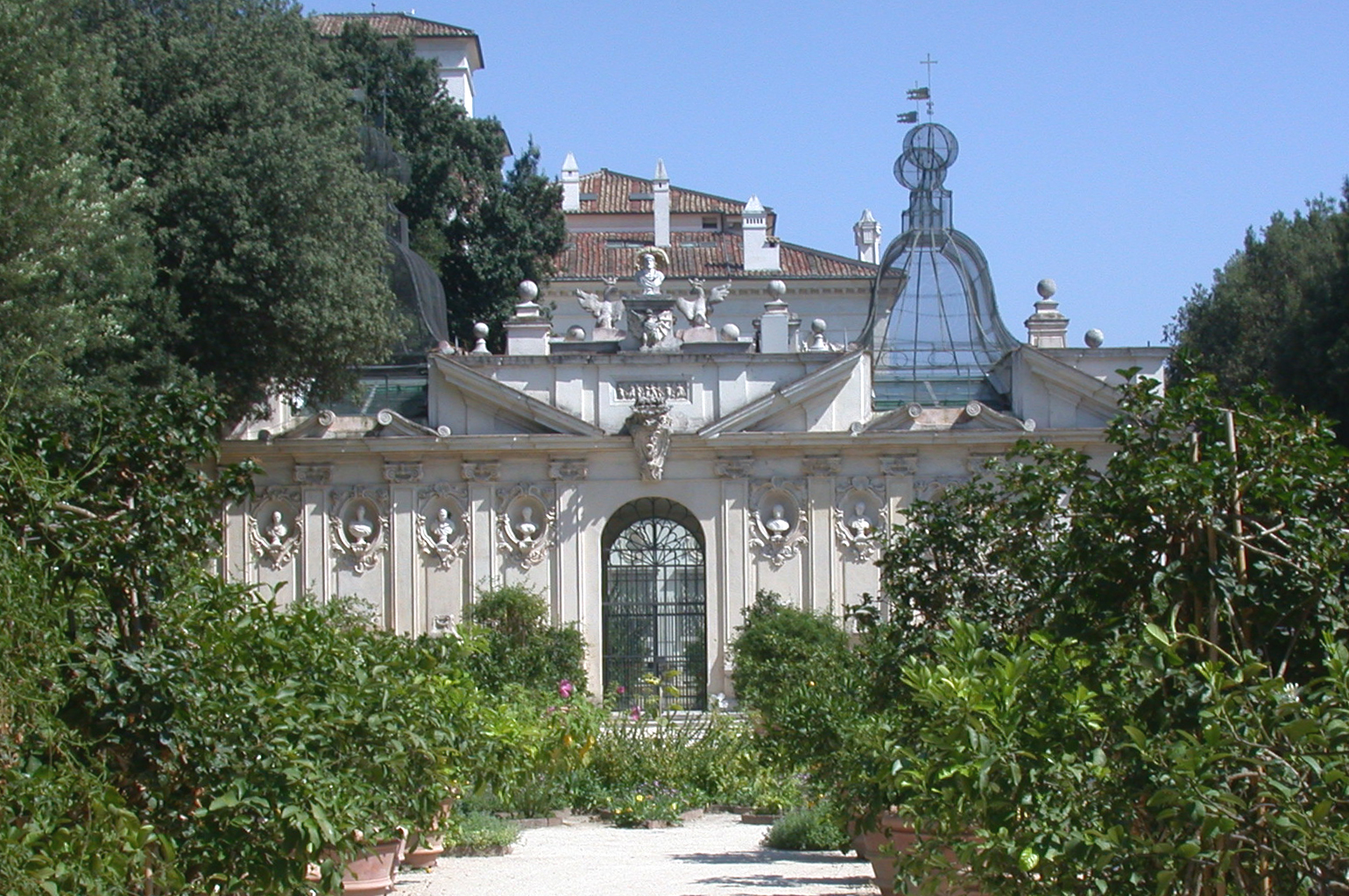
Jardín secreto y Casino dell'Uccelliera.

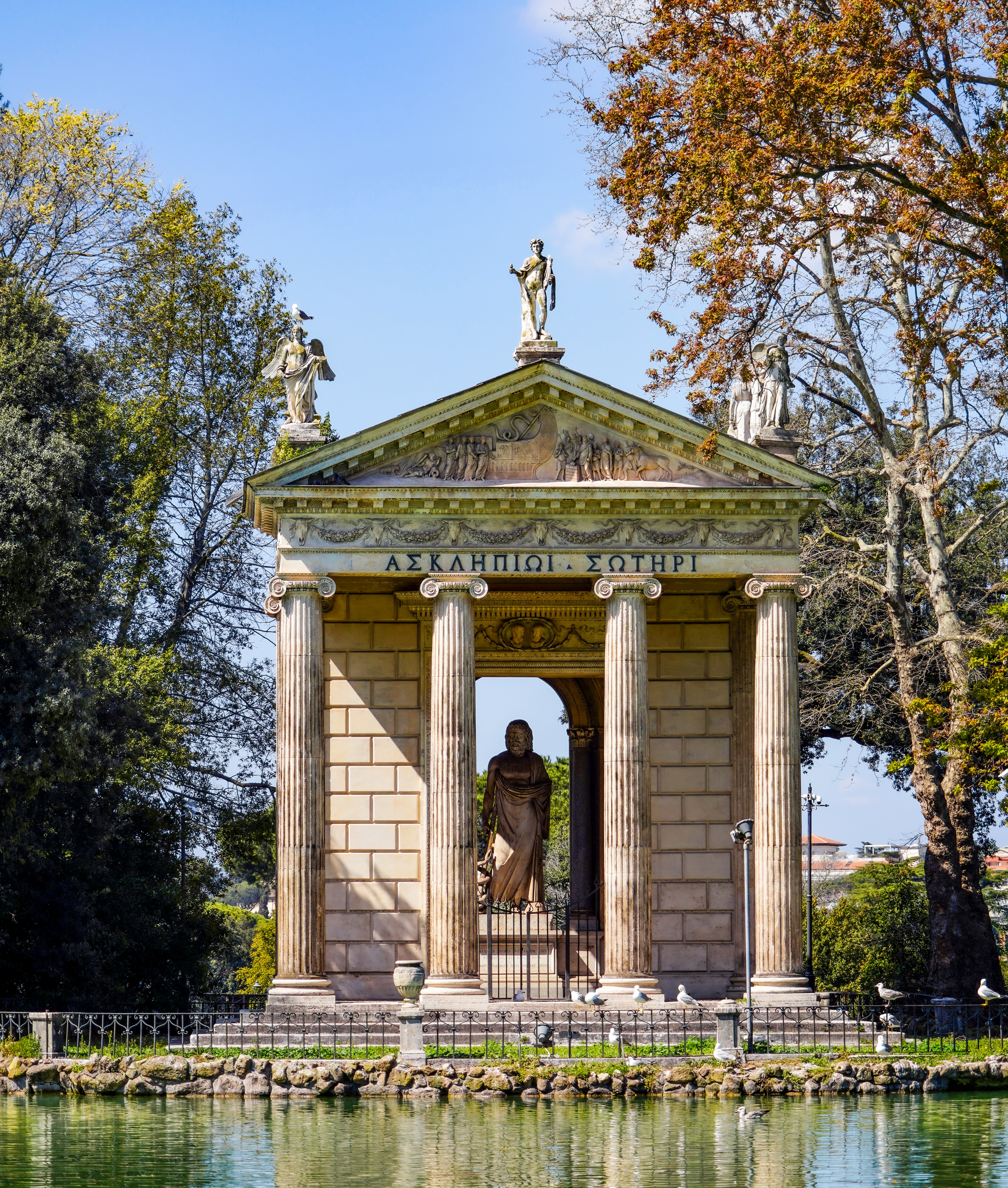
Jardín del lago con templo de Esculapio.

Villa Borghese contiene muchos edificios.
Los más importantes son:
- Aranciera
- Casale Cenci-Giustiniani
- Casino del Graziano
- Casina delle Rose
- Casino dell'Orologio (Casilla del Reloj)
- Casino detto di Raffaello
- Casino Nobile (Galería Borghese)
- Fortezzuola (Museo Pietro Canonica)
- Galoppatoio (Villetta Doria)
- Meridiana
- Uccelliera
- Villa Poniatowski

## Los jardines
- Giardino del Lago
- Giardino Piazzale Scipione Borghese (Jardín Plazoleta de Scipione Borghese)
- Giardini Segreti  (Jardines Secretos)
- Parco dei Daini
- Valle dei Platani (Valle de los Plátanos)

## Las fuentes
- Fontana del Fiocco (Fuente del Fleco)
- Fontana dei Cavalli Marini (Fuente de los Caballos Marinos)
- Fontana dei Pupazzi (Fuente de los Monigotes)
- Fontane Oscure
- Mostra dell'Acqua Felice

## Decoración
- Hidrocronómetro de Giovanni Battista Embriaco
- Arco di Settimio Severo (Arco de Septimio Severo)
- Grotta dei Vini (Gruta de los Vinos)
- Piazza di Siena
- Portico dei Leoni (Pórtico de los leones)
- Propilei Egizi (Propileos [o pilonos ] Egipcios)
- Propilei Neoclassici
- Tempietto di Diana (Templete de Diana)
- Tempio di Antonino e Faustina (Templo de Antonio y Faustina)
- Tempio di Esculapio (Templo de Esculapio)
- Estatua ecuestre de José de San Martín.
- Estatua ecuestre de Simón Bolívar.

## Museos
- Bioparco
- Galleria Borghese
- Galleria Nazionale d'Arte Moderna
- Museo Canonica
- Museo Civico di Zoología
- Museo Nazionale Etrusco di Villa Giulia